# Gran Premio motociclistico delle Nazioni 1955
Il Gran Premio motociclistico delle Nazioni fu l'ultimo appuntamento del motomondiale 1955.
Si svolse il 4 settembre 1955 presso l'Autodromo di Monza (nella sua nuova versione di 5,750 km) alla presenza di oltre 100.000 spettatori. Erano in programma tutte le classi.
In 500 Geoff Duke si portò in testa e condusse la gara finché non ebbe problemi alla sua Gilera, permettendo alla MV Agusta di Umberto Masetti di portare a casa la vittoria.
La gara della 350 fu, come tutte le altre della stagione, vinta da una Moto Guzzi, con le moto di Mandello che monopolizzarono il podio.
Prima vittoria in 250 per Carlo Ubbiali, davanti a tre NSU Sportmax derivate dal modello Max di serie. Il bergamasco vinse anche la gara della 125.
Nei sidecar, dopo un iniziale sfuriata della Gilera di Albino Milani, la vittoria andò a Wilhelm Noll (BMW).

## Classe 500

### Arrivati al traguardo
| Pos. | Pilota            | Moto      | Tempo        | Punti |
| ---- | ----------------- | --------- | ------------ | ----- |
| 1    | Umberto Masetti   | MV Agusta | 1h 08' 04" 1 | 8     |
| 2    | Reg Armstrong     | Gilera    | +0" 5        | 6     |
| 3    | Geoff Duke        | Gilera    | +1" 6        | 4     |
| 4    | Giuseppe Colnago  | Gilera    | +35" 1       | 3     |
| 5    | Alfredo Milani    | Gilera    | +1' 50" 5    | 2     |
| 6    | Ernst Riedelbauch | BMW       | +1 giro      | 1     |
| 7    | Gerold Klinger    | BMW       | +1 giro      |       |
| 8    | William Hall      | Norton    | +3 giri      |       |
| 9    | Enrico Galante    | Norton    | +3 giri      |       |
| 10   | Artemio Cirelli   | Gilera    | +5 giri      |       |

### Ritirati
| Pilota                   | Moto       | Motivo ritiro |
| ------------------------ | ---------- | ------------- |
| Carlo Bandirola          | MV Agusta  |               |
| Franco Chinelli          | Gilera     |               |
| Keith Campbell           | Norton     |               |
| Tito Forconi             | MV Agusta  |               |
| Francesco Guglielminetti | Norton     |               |
| Libero Liberati          | Gilera     |               |
| Pierre Monneret          | Gilera     |               |
| Sven Andersson           | Norton     |               |
| Paolo Campanelli         | Gilera     |               |
| Jacques Collot           | Norton     |               |
| Luigi Falconi            | Moto Guzzi |               |
| Martino Giani            | Gilera     |               |
| Erich Wünsche            | Norton     |               |
| Bruno Böhrer             | Horex      |               |
| Lodovico Facchinelli     | Gilera     |               |
| Ulf Gate                 | Matchless  |               |
| Ernst Hiller             | Matchless  |               |
| Tony McAlpine            | BMW        |               |
| Richard Thompson         | Matchless  |               |

## Classe 350
25 piloti alla partenza, 14 al traguardo.

### Arrivati al traguardo
| Pos. | Pilota               | Moto       | Tempo     | Punti |
| ---- | -------------------- | ---------- | --------- | ----- |
| 1    | Dickie Dale          | Moto Guzzi | 55' 21" 3 | 8     |
| 2    | Bill Lomas           | Moto Guzzi | +0" 1     | 6     |
| 3    | Ken Kavanagh         | Moto Guzzi | +13" 1    | 4     |
| 4    | Enrico Lorenzetti    | Moto Guzzi | +14" 1    | 3     |
| 5    | August Hobl          | DKW        | +14" 2    | 2     |
| 6    | Roberto Colombo      | Moto Guzzi | +1' 48" 6 | 1     |
| 7    | Helmut Hallmeier     | NSU        | +1 giro   |       |
| 8    | Siegfried Wünsche    | DKW        | +2 giri   |       |
| 9    | Arthur Wheeler       | AJS        |           |       |
| 10   | Lodovico Facchinelli | AJS        |           |       |
| 11   | Hall                 | Norton     |           |       |
| 12   | Aldinger             | Horex      | +3 giri   |       |
| 13   | Anderson             | Norton     | +4 giri   |       |
| 14   | Wick                 | AJS        |           |       |

## Classe 250
30 piloti alla partenza, 16 al traguardo.

### Arrivati al traguardo
| Pos. | Pilota              | Moto       | Tempo     | Punti |
| ---- | ------------------- | ---------- | --------- | ----- |
| 1    | Carlo Ubbiali       | MV Agusta  | 46' 34" 1 | 8     |
| 2    | Hans Baltisberger   | NSU        | +0" 3     | 6     |
| 3    | Sammy Miller        | NSU        | +15" 6    | 4     |
| 4    | Hermann Paul Müller | NSU        | +25" 3    | 3     |
| 5    | Bill Lomas          | MV Agusta  | +28" 6    | 2     |
| 6    | Umberto Masetti     | MV Agusta  | +56" 4    | 1     |
| 7    | Roberto Colombo     | Moto Guzzi | +56" 6    |       |
| 8    | Kurt Knopf          | NSU        | +1 giro   |       |
| 9    | Karl Lottes         | NSU        | +1 giro   |       |
| 10   | Arthur Wheeler      | Moto Guzzi | +1 giro   |       |
| 11   | Günter Beer         | Adler      | +1 giro   |       |
| 12   | Adelmo Mandolini    | Moto Guzzi | +1 giro   |       |
| 13   | Lanfranco Baviera   | Moto Guzzi | +2 giri   |       |
| 14   | Alfredo Flores      | Moto Guzzi | +2 giri   |       |
| 15   | Dino Fagiolini      | Moto Guzzi | +2 giri   |       |
| 16   | Guerin              | Moto Guzzi | +4 giri   |       |

## Classe 125
26 piloti alla partenza, 15 al traguardo.

### Arrivati al traguardo
| Pos. | Pilota            | Moto       | Tempo     | Punti |
| ---- | ----------------- | ---------- | --------- | ----- |
| 1    | Carlo Ubbiali     | MV Agusta  | 41' 03" 8 | 8     |
| 2    | Remo Venturi      | MV Agusta  | +27" 1    | 6     |
| 3    | Angelo Copeta     | MV Agusta  | +1' 42" 2 | 4     |
| 4    | August Hobl       | DKW        | +1' 44" 5 | 3     |
| 5    | Siegfried Wünsche | DKW        | +1 giro   | 2     |
| 6    | Paolo Campanelli  | FB Mondial | +1 giro   | 1     |
| 7    | Guido Sala        | MV Agusta  | +1 giro   |       |
| 8    | Karl Lottes       | MV Agusta  | +1 giro   |       |
| 9    | Willi Scheidhauer | MV Agusta  | +2 giri   |       |
| 10   | Florian Camathias | MV Agusta  | +2 giri   |       |
| 11   | Caver Heiss       | MV Agusta  | +2 giri   |       |
| 12   | Roberto Pionava   | MV Agusta  | +2 giri   |       |
| 13   | Bill Webster      | MV Agusta  | +3 giri   |       |
| 14   | Alberto Capocci   | FB Mondial | +3 giri   |       |
| 15   | Mario Carini      | FB Mondial | +3 giri   |       |

## Classe sidecar
16 equipaggi alla partenza, 11 al traguardo.

### Arrivati al traguardo
| Pos | Pilota             | Passeggero         | Moto   | Tempo     | Punti |
| --- | ------------------ | ------------------ | ------ | --------- | ----- |
| 1   | Wilhelm Noll       | Fritz Cron         | BMW    | 41' 21" 6 | 8     |
| 2   | Walter Schneider   | Hans Strauß        | BMW    | +0" 2     | 6     |
| 3   | Jacques Drion      | Inge Stoll-Laforge | Norton | +58" 6    | 4     |
| 4   | Florian Camathias  | Maurice Büla       | BMW    | +1' 03" 2 | 3     |
| 5   | Jean Murit         | Francis Flahaut    | BMW    | +1' 03" 3 | 2     |
| 6   | Fritz Seeber       | Franz Heiß         | BMW    | +1 giro   | 1     |
| 7   | Friedrich Staschel | Edgar Perduss      | BMW    | +1 giro   |       |
| 8   | Loni Neußner       | n.d.               | Norton | +1 giro   |       |
| 9   | Alfonso Sammarchi  | n.d.               | Norton | +1 giro   |       |
| 10  | Fritz Mühlemann    | K. Tuscher         | BSA    | +3 giri   |       |
| 11  | Baldi              | n.d.               | BSA    | +3 giri   |       |

## Fonti e bibliografia
- Corriere dello Sport, 5 settembre 1955, pag. 6.
- Risultati della 500 su autosport.com, su autosport.com.